# ماريو هرنانديز كالديرون
ماريو هرنانديز كالديرون (بالإسبانية: Mario Hernández Calderón)‏ (20 أكتوبر 1957 بمدينة مكسيكو في المكسيك - ) هو لاعب كرة قدم مكسيكي في مركز الهجوم. لعب مع أتلانتي إف سي.

## وصلات خارجية
- ماريو هرنانديز كالديرون على موقع قاعدة بيانات كرة القدم.إي يو (الإنجليزية)